# Wettin
Wettin – część miasta Wettin-Löbejün w Niemczech, w kraju związkowym Saksonia-Anhalt, w powiecie Saalekreis, leży nad Soławą.
Siedziba rodowa Wettynów. Przyjęli oni swoje nazwisko od zamku znajdującego się w mieście, noszącego tę samą nazwę co miasto.
1 lipca 2008 w obrębie Wettin znalazła się gmina Dößel, zwiększając jego powierzchnię o 10,24 km² i 351 osób (2007).